# Санкт-Йоганн-ім-Понгау (округ)
Бецирк Санкт-Йоганн-ім-Понгау — округ Австрійської федеральної землі Зальцбург. 
Округ поділено на 25 громад, серед яких 3  міста, а ще 7 — ярмаркові містечка. 
Міста
1. Бішофсгофен (10 087)
2. Радштадт (4710)
3. Санкт-Йоганн-ім-Понгау (10 260)

Містечка
1. Альтенмаркт-ім-Понгау (3486)
2. Бад-Гофгаштайн (6727)
3. Гросарль (3634)
4. Санкт-Файт-ім-Понгау (3330)
5. Шварцах-ім-Понгау (3526)
6. Ваграйн (3127)
7. Верфен (3085)

Сільські громади
1. Бад-Гаштайн (5838)
2. Дорфгаштайн (1649)
3. Ебен-ім-Понгау (2005)
4. Фільцмоос (1352)
5. Флахау (2625)
6. Форштау (515)
7. Гольдегг (2216)
8. Гюттау (1555)
9. Гюттшлаг (974)
10. Клайнарль (743)
11. Мюльбах-ам-Гохкеніг (1629)
12. Пфаррверфен (2174)
13. Санкт-Мартін-ам-Тенненгебірге (1406)
14. Унтертауерн (453)
15. Верфенвенг (766)

## Демографія
Населення округу за роками за даними статистичного бюро Австрії

## Виноски
1. ↑  Statistik Austria

| Австрія | Це незавершена стаття з географії Австрії. Ви можете допомогти проєкту, виправивши або дописавши її. |